# Центральний гірничо-збагачувальний комбінат

Центра́льний гірни́чо-збага́чувальний комбіна́т, ПАТ  — приватне акціонерне товариство «Центральний гірничо-збагачувальний комбінат» (ПрАТ «Центральний ГЗК») — одне з найбільших підприємств України по виробництву залізорудної сировини для металургійного комплексу країни і країн Східної Європи. Розташований в місті Кривий Ріг, експлуатується з 1961 р. Входила до складу державної акціонерної компанії «Укррудпром». Сировинна база Центрального ГЗК — родовище залізистих кварцитів Велика Глеєватка (кар'єр № 1), Петровське (кар'єр № 3), Артемівське (кар'єр № 4) і поклад Південна Магнетитова рудного поля шахти імені Орджонікідзе. Родовища, що відробляються відкритим способом мають максимальний розмір шматка руди 400—1100 мм.
У 2000 р. було видобуто сирої руди 11627 тис.т., одержано концентрату 4030 тис.т., обкотишів 1810 тис.т.
Стан запасів на 01.01.2003 р. по кар'єрам ЦГЗКа: розкритих запасів 1,6 млн т, підготовлених до розкриття 1,3 млн т, готових до виїмки 1,0 млн т, забезпеченість до виїмки запасами 2,5 млн т сировини на місяць. В середньому ЦГЗКа видобуває 11,9 млн т руди на рік. Основним методом збагачення є магнітний у слабкому полі. Технологічна схема включає 3 стадії подрібнення і 4 стадії магнітної сепарації. У кожній стадії отримують відходи, а промпродукт переробляється далі. Як операції передзбагачення застосовують суху магнітну сепарацію у слабкому полі. В результаті комбінат отримує додаткову товарну продукцію для будівельної промисловості і збільшує концентрацію корисного компоненту на 6,6 %. У результаті повного циклу збагачення із руди з масовою часткою загального заліза (Fe заг) 33,6 % отримують концентрат з масовою часткою Fe заг 66,3-66,5 %, вологістю бл. 10 %. В середньому на рік комбінатом випускається близько 4,3 млн т концентрату і 1,9 млн т котунів. У останніх масова частка Fe заг — 63,34-62,14 %. На комбінаті встановлені дробарки типу ККД 1500/180; КСД 2200; КМД 2200; сепаратор 1ВПБС-90/250; на збагачувальних фабриках — млини МШЦ 3,6 х 5,0; МШР 4,5 х 5,0; МШЦ 3,6 х 5,5; МШЦ 4,5 х 6,0; магнітні сепаратори типу ПБМ-90/250; вакуум фільтри Ду-68. Питомі витрати електроенергії станом на 01.01.2003 р. на 1 т концентрату 105,0-107,3 кВтּгод, на 1 т котунів 45,1-46,9 кВтּгод.

## Об'єми виробництва

### Окатиші[3]
- 2012—2313 млн т
- 2013—2237 млн т
- 2014—2256 млн т
- 2015—2305 млн т
- 2016—2303 млн т
- 2017—2250 млн т
- 2018—2248 млн т

### Концентрат[3]
- 2012 — 6389 млн т
- 2013 — 6383 млн т
- 2014 — 6411 млн т
- 2015 — 6154 млн т
- 2016 — 5224 млн т
- 2017 — 4726 млн т
- 2018 — 4406 млн т

## Сучасність
2017 р. «Метінвест Холдинг» (Центральний ГЗК, Північний ГЗК, Інгулецький ГЗК) заявив про плани придбання 50 кар'єрних самоскидів у БілАЗ до кінця 2020 р. у рамках програми оновлення техніки.
2018 р. Центральний ГЗК розширив ринки збуту — відправив пробну партію із 40 тис. т окатишів до Великої Британії, на адресу заводу Tata Steel.
2019 році ЦГЗК встановив 12 перетворювачів частоти, виробництва швейцарської компанії ABB, які автоматично регулюють роботу електродвигунів. Економічний ефект від даного проекту складе ₴5,5 млн в рік.

## Інтернет-ресурси
- Central GOK official website